# Леовиль
Леови́ль (фр. Léoville) — коммуна во Франции, находится в регионе Пуату — Шаранта. Департамент коммуны — Шаранта Приморская. Входит в состав кантона Жонзак. Округ коммуны — Жонзак.
Код INSEE коммуны — 17204.

## Население
Население коммуны на 2010 год составляло 322 человека.
| 1962 | 1968 | 1975 | 1982 | 1990 | 1999 | 2010 |
| ---- | ---- | ---- | ---- | ---- | ---- | ---- |
| 354  | 331  | 272  | 276  | 264  | 299  | 322  |